# Politiezone Waasland-Noord
De PZ Waasland-Noord of Politiezone Waasland-Noord was een Belgische politiezone gelegen in de provincie Oost-Vlaanderen, die bestond uit de gemeenten Beveren, Sint-Gillis-Waas en Stekene.
De politiezone was het resultaat van een fusie, doorgegaan op 1 januari 2015, van de politiezones Beveren en Sint-Gillis-Waas/Stekene.
Het hoofdkantoor was gelegen op het Gravenplein 7 in Beveren. De kantoren in Sint-Gillis-Waas en Stekene bleven in dienst als wijkpost.
Op 1 januari 2025 fuseerden de gemeenten Beveren, Kruibeke en Zwijndrecht tot een nieuwe gemeente. Als gevolg hiervan fuseerde PZ Waasland-Noord met de Politiezones Kruibeke/Temse en Zwijndrecht tot de nieuwe Politiezone Scheldewaas.
De laatste Korpschef van de Politiezone Waasland-Noord was hoofdcommissaris Leo Mares. Zijn graad was dus hoofdcommissaris, zijn functie was korpschef. Hij werd na de fusie aangesteld tot waarnemend korpschef van PZ Scheldewaas.  

## Bron
- Korpschef van Waasland-Noord